# Мечеть Лалли Абли

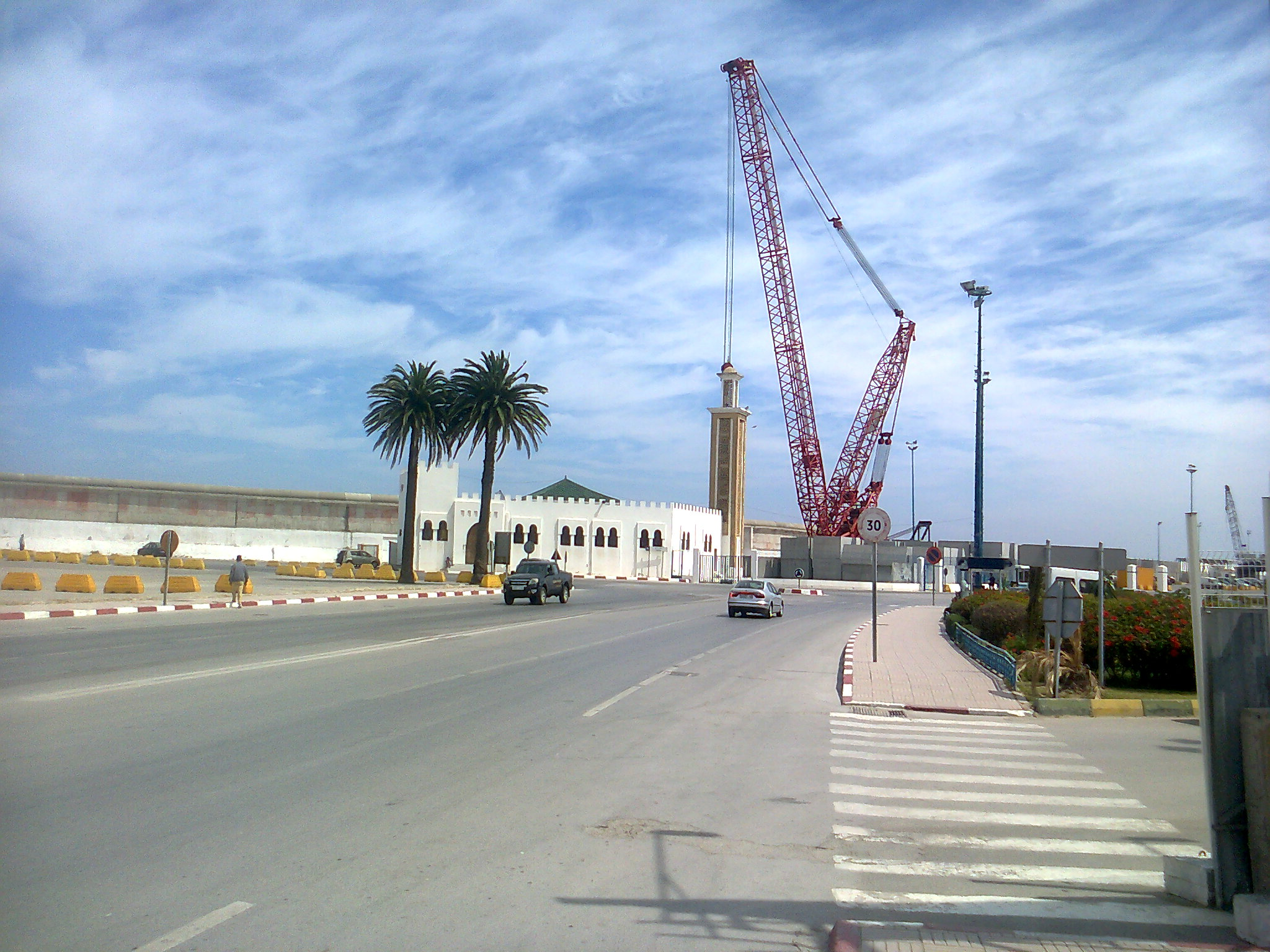
Попередня портова мечеть у 2013 році перед знесенням

Мечеть Лалли Абли (араб. مسجد للا عبلة), також відома як Портова мечеть, — мечеть у Танжері, Марокко, збудована у 2017 році та освячена королем Мохаммедом VI у липні 2018 року. Замінила меншу мечеть на сусідньому місці, також відому як Портова мечеть.
Названа на честь бабусі Мохаммеда VI Лалли Абли бінт Тахар, повторюючи присвяту 35 років тому мечеті Мохаммеда V у Танжері чоловікові Лалли Абли та дідові Мохаммеда VI.
Мечеть займає земельну ділянку площею 5712 квадратних метрів у видному місці рибальського порту Танжера, який урочисто відкритий Мохаммедом VI кількома тижнями раніше в червні 2018 року. Мечеть може прийняти понад 1900 віруючих у двох окремих молитовних залах для чоловіків і жінок.